# Haus Hassan-Dschalaljan

Flagge der Dynastie

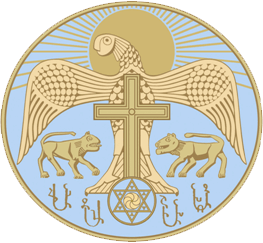
Königliches Wappen

Das Haus von Hassan-Dschalaljan (armenisch Հասան-Ջալալյաններ) war eine armenische Dynastie, die ab 1214 über das Gebiet von Chatschen (Groß-Arzach) herrschte; heute zählt die Region zu Karabach und ein kleiner Teil zu Sjunik.
Sie hielten den Titel Könige von Arzach, Könige von Arzach und Baghk, Prinzen von Chatschen und Prinz von Arzach. Ihre Wurzeln reichten zu den Arschahiken, den Bagratiden, den Arzruni und den kaukasischen Arsakiden zurück. Das Königshaus war nach Hassan-Dschalal Dawla (Հասան-Ջալալ Դոլա) benannt, einem armenischen Prinzen aus Chatschen. Auch nach der Eroberung durch die seldschuckischen Türken, die Perser oder die Mongolen war die Hassan-Dschalaljan-Familie wie andere Meliks in der Lage, ihre Autonomie zu bewahren.
Zu den bedeutendsten Bauwerken der Dynastie zählt das Kloster Gandsassar in der Republik Bergkarabach aus dem Jahre 1216. Prinz Hassan-Dschalals armenischer Name war Hajkas; wie es damals in der Region üblich war, nahmen auch viele christlichen Armenier arabische Patronyme (kunya) an, die jeglichen Bezug zu ursprünglich armenischen Namen verloren. Hajkas arabischer Name beschrieben seine Persönlichkeit; Hasan bedeutete schön und Dschalal groß, Dawla bedeutete Wohlstand und Regierung.
Im späten 16. Jahrhundert spaltete sich die Hassan-Dschalaljan-Familie um Königshäuser in Gulistan und Dschraberd zu gründen, was sie zusammen mit Chatschen, Waranda und Disak zu den Fünf Fürstentümern von Karabach (Meliktümern von Karabach oder Meliktümern von Chamsa) machte.
Nach dem Russisch-Persischen Krieg wurde das Amt des hassan-dschalaljanischen Katholikos durch das Russische Kaiserreich abgeschafft. Mit dem Tod von Allahwerdi II. Hassan-Dschalaljan 1813 endete die Herrschaft der Dynastie. Mitglieder der Dynastie leben noch heute. Eine Sammlung von Inschriften der Dynastie befindet sich in der Eremitage von Sankt Petersburg.